# Liacarus robustus
Liacarus robustus är en kvalsterart som beskrevs av Ewing 1918. Liacarus robustus ingår i släktet Liacarus och familjen Liacaridae. Inga underarter finns listade i Catalogue of Life.